# 代用刑事施設
代用刑事施設（だいようけいじしせつ）とは、刑事訴訟法の規定により勾留される者を刑事施設に収容することに代えて、留置施設に留置することができる制度をいう（刑事収容施設及び被収容者等の処遇に関する法律第15条）。
代用刑事施設は、もっぱら代用監獄と呼称されてきた。しかし、監獄に関して定めていた監獄法（明治41年法律第28号）が廃止され、刑事収容施設法が立法されたことにより、法律上の正式な名称は、「代用監獄」から「代用刑事施設」へと改められた。学界や実務では、引き続き、代用監獄や在監者といった名称が使用されることもある。

## 概要
日本の刑事訴訟法は勾留を刑事施設においてすることと定め（第64条など）、同時に刑事収容施設法第15条には「刑事施設に収容することに代えて、留置することができる」（都道府県警察に設置する留置施設を刑事施設の代わりに用いることができる）という定めがあることから、被逮捕者や被勾留者は留置施設に収容することができる。
ただし、14歳から20歳未満の少年や少女は少年法の規定で家庭裁判所に送致し、少年鑑別所に収容される。
また、14歳未満は刑事未成年であるため、刑事責任は問われないが、児童相談所の要請で触法少年の一時保護や触法調査の場所として、代用刑事施設を指定する場合もあるが、これが事実上の強引・違法な取り調べ、自白強要、拷問、冤罪、黙秘権の侵害、長期間の勾留、人質司法だと言われてる。
被疑者は、経済等被疑事件の検察庁による独自捜査事件の被疑者を除き、ほとんどが刑事施設ではなく留置施設に拘禁されている。
これには、留置施設は、警察署に近い・内部にあり捜査に際しての利点が多いという捜査機関の事情がある一方、刑事施設は数、収容力に限界があるため、全ての被疑者・被告人を刑事施設に収容することは不可能であるという事情もある。
刑事施設及び受刑者の処遇等に関する法律の一部を改正する法律による「刑事収容施設及び被収容者等の処遇に関する法律」への改正により、留置施設制度が改めて法定された。

## 指摘される問題点
| 国 名            | 警察が 被疑者を拘束出来る 期間の上限 |
| ---------------- | ------------------------------------ |
| カナダ           | 1 日                                 |
| フィリピン       | 1.5 日                               |
| アメリカ合衆国   | 2 日                                 |
| ドイツ           | 2 日                                 |
| ニュージーランド | 2 日                                 |
| 南アフリカ       | 2 日                                 |
| ウクライナ       | 3 日                                 |
| デンマーク       | 3 日                                 |
| ノルウェー       | 3 日                                 |
| イタリア         | 4 日                                 |
| ロシア           | 5 日                                 |
| スペイン         | 5 日                                 |
| フランス         | 6 日                                 |
| アイルランド     | 7 日                                 |
| トルコ           | 7.5 日                               |
| オーストラリア   | 12 日                                |
| イギリス         | 28 日 （テロ事件のみ。通常は4日）    |
| 日本             | 25 日 （内乱罪等のみ。通常は20日）   |

警察機関の施設内部で被疑者を拘束して、取調べを行うこと自体は諸外国でも行われている。ただし、警察署の施設内部で被疑者が拘束されうる期間は、先進国の中では日本とイギリスが際立って長い。もっとも、イギリスによる拘束期間はテロ事件においてのみ28日であり、それ以外は4日（96時間）が上限である。
日本の場合は、勾留期間が通常の事件（14歳以上20歳未満の場合は少年法の規定で10日間が上限となり、その後は家庭裁判所に送致され、少年鑑別所に収容される）であれば10日間、最長で20日間（内乱罪等は25日間）まで延長でき、取調受忍義務も拡大解釈されている。そのため、被疑者が警察官の直接管理する代用刑事施設（留置場）に収容されることにより、自白獲得のための長時間の取調べが連日に渡って行われるだけでなく、自白しない被疑者の待遇を変化させるなどの人権蹂躙によって、虚偽の自白の誘発、ひいては冤罪や人質司法、強引・違法な取り調べ、拷問、長期勾留、長期間の面会禁止、命に関わる持病がある被疑者に医療を受けさせない嫌がらせ、黙秘権、秘密交通権を侵害する原因となっているとの批判が古くからなされてきた。
自白の強要や拷問を行うことは日本国憲法第38条1項2項や国際人権条約に違反する行為である。日本で代用刑事施設（代用監獄）という言葉が批判的に使われる際には、被疑者を拘束して取調べを行う場所が、警察施設の内部であるか否かだけでなく、警察以外を含めた捜査機関が、被疑者を20日間身柄拘束して尋問をする際に、被疑者の権利を保護する措置が行われていないことへの批判である。
これらを裏付けるように、1970年代には長時間の連続した取調べを理由に、自白の証拠能力を否定する裁判例が出されていた。裁判官の寺西和史は、被疑者を代用監獄に送るべきではないという考えから、全ての令状審査で被疑者を拘置所に送る決定をしたが、検察官の準抗告で殆ど覆されたため、やむなく被疑者が被疑を否認した事件に限って、拘置所に送る決定を出すようにしたが、それでも大半が準抗告によって寺西の決定は覆された。拘置所への送致が例外となり、留置場での拘禁が標準となっている一例である。
さらに、国際連合の人権小委員会や規約人権委員会では、日本に関する人権問題として代用刑事施設問題が取り上げられることが多い。多くの場合、人権小委員会はこの問題に対して懸念を表明しており、規約人権委員会は対日審査・最終見解にて、代用監獄制度の廃止を勧告している。
一方で公訴の是非を判断しないまま、身柄拘束が可能な制度については、日本より外国が拘束期間が長いとされる。外国では公訴を判断する政府機関（予審など）が、捜査機関から送致された被疑者に関する公訴の是非を判断しないまま、数ヶ月以上拘束することが可能な未決勾留制度を設けている国もある。
例えばドイツでは、原則6ヶ月間（重大事件等では1年間）、フランスでは微罪の場合で原則4ヶ月間（重罪の場合では原則1年間）も公訴の是非を判断をしないまま被疑者の身柄拘束を可能とし、再延長が制度上認められている。一方で日本は原則20日間（内乱罪等では25日間）の捜査で検察が起訴を判断しないと（別件容疑での再逮捕や精神鑑定等を除けば）被疑者の身柄を釈放しなければならず、国際的にも極めて珍しい制度といわれている。
このため、諸外国で認められているのと同程度の長期間にわたる未決勾留を行うにあたっては、どうしても別件容疑での再逮捕に頼らざるを得ないため、やはり強い批判を浴びている。

### 代用刑事施設の利点
以上のような批判に対し、被疑者の側にも代用刑事施設で拘禁されることによるメリットもあると主張する者もいる。一般に弁護人は、刑事弁護だけでは生計を立てることが不可能であるため、他の業務と並行して弁護活動も行っている。代用刑事施設は、拘置所よりも場所・時間的に便利な面があるため、廃止された場合には、接見に行くことが難しくなるか不可能になるなど、刑事弁護活動に障害が生ずる可能性もある。
- 代用刑事施設のある警察署は、一般に拘置所に比べて、主要な街の中心にあるなど交通の便の良いところにあるうえ、そもそも拘置所（拘置支所）が存在しない県も存在する。

なお、警察官によって接見交通の時刻制限が発動されれば、この利点は消滅される。また問題の本質は、あくまでも拘束中の被疑者の取り扱いであるため、場所や時間などの利点は、テレビ電話の代替措置で解決できるとの反論も存在する。

### 対策
対策としては、1980年に警察内部の措置として、留置場を管理する部署と捜査を担当する部署とを分離した。これは、捜査担当者が被疑者を管理するために、被疑者の管理が捜査優先になっているという面が多かったためである。この分離によって、一応は管理が適正に行われるようになった、という評価がある一方、主に日本弁護士連合会（日弁連）からは、内部的な職掌分担にとどまっているために、人権保障の点からは不十分との批判がなされている。
日弁連は、刑事拘禁制度改革における当面の最重点課題と位置づけて取り組んでおり、2007年12月には『世界も驚く「DAIYO -KANGOKU」』と題するリーフレットを発行している。2013年6月4日、国連拷問禁止委員会の総括所見に関する会長声明の中で、重視すべき内容とする7点のうち1点目で触れ、代用監獄制度廃止の検討を求めている。
刑事裁判実務においても、代用刑事施設を利用した長時間の取調べは問題視されており、たとえば身柄の出し入れの時間を記録させ、その提出を求めるなど、捜査の実態を可視化させた上で、個別の証拠の証明力評価の際の資料とするといった取り組みが、裁判所において始まっている。